# Ensemble vocal de Lausanne
L'Ensemble Vocal de Lausanne (EVL) est un chœur créé en 1961 par Michel Corboz à Lausanne.

## Présentation

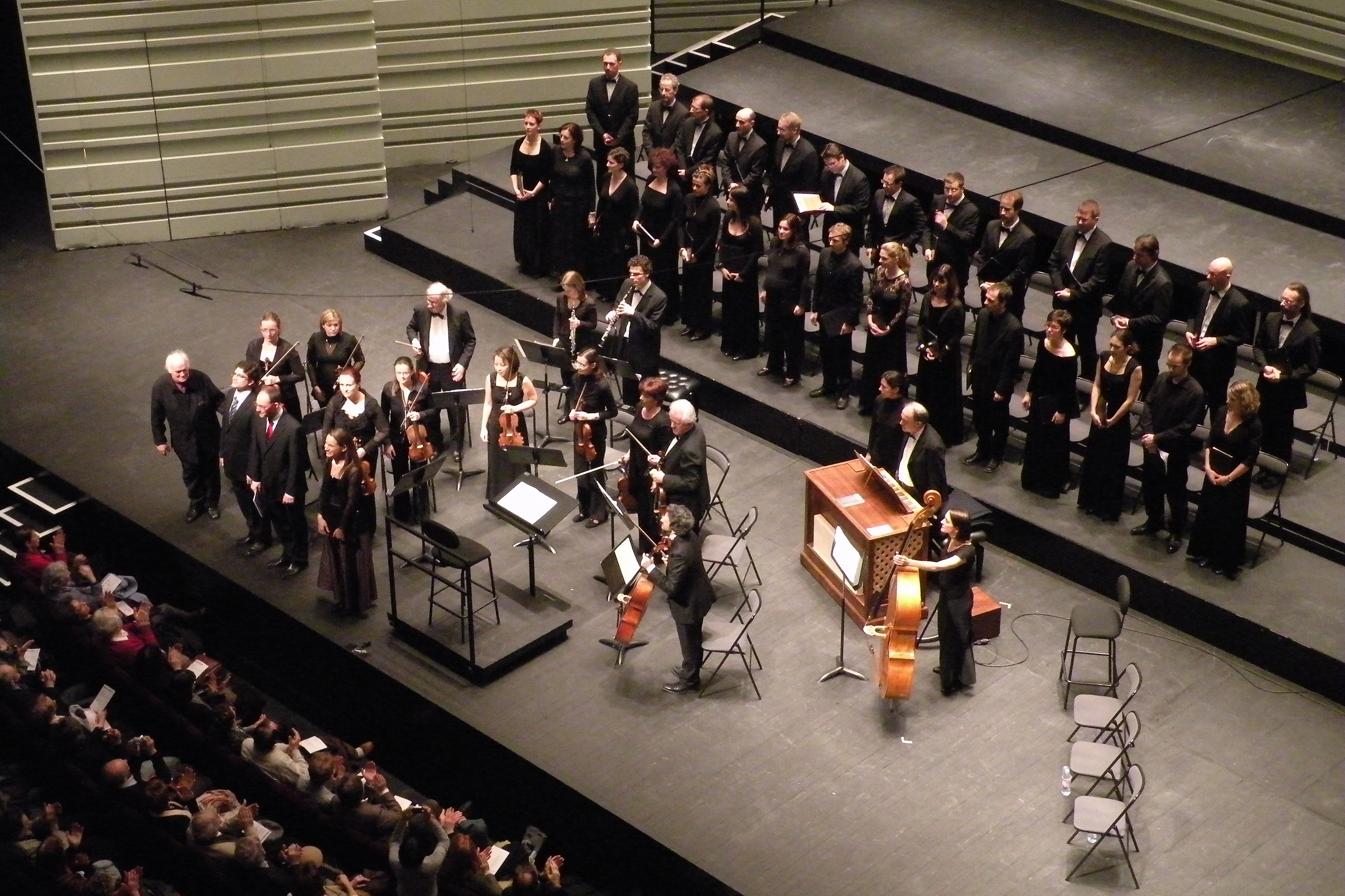
L'Ensemble vocal de Lausanne avec l'Ensemble instrumental de Lausanne en 2009 à Nantes.

Fondé en 1961 par Michel Corboz, l’Ensemble est aujourd'hui dirigé par un binôme de haute volée : Pierre-Fabien Roubaty, directeur musical et Daniel Reuss, chef invité principal.
C'est un ensemble à géométrie variable composé d'un noyau de jeunes professionnels auxquels peuvent s'ajouter des choristes de haut niveau. Ainsi le chœur peut aborder un répertoire très large du début du baroque (Monteverdi, Carissimi) au XXe siècle (Poulenc, Honegger).
La discographie de l'ensemble comporte une cinquantaine de disques publiés par Erato, Cascavelle, Aria Music, Mirare. Plusieurs de ces disques ont obtenu des distinctions, dont le Choc du Monde de la Musique en 1999 pour le Requiem de Mozart, le Choc de l’année 2007 du Monde de la Musique pour le Requiem de Fauré  et le Choc de Classica 2011 pour le Requiem de Gounod. La discographie contient des œuvres de Monteverdi, Vivaldi, Bach, Marc-Antoine Charpentier, Mozart, Rossini, Mendelssohn, Brahms, Gounod, Mahler, Poulenc, Honegger. Il donne également des concerts de compositeurs tels Stravinsky ou Beethoven.
L'ensemble a été invité dans de nombreux pays (Afrique du Sud, Belgique, Canada, Espagne, Allemagne, Pologne, Japon, Pays-Bas, Israël, France, Italie, Argentine, Grèce, Tunisie, Portugal, Angleterre), il participe à de nombreux festivals : Rheingau, la Chaise-Dieu, Noirlac, Lessay, Strasbourg, à la Folle Journée de Nantes et à ses sœurs de Lisbonne, Bilbao et Tokyo.
L'ensemble est régulièrement invité par les orchestres suisses (Orchestre de la Suisse romande) et français (Ensemble Orchestral de Paris, Nouvel Orchestre philharmonique de Radio France). Il a aussi son propre orchestre l’ensemble instrumental de Lausanne.

## Sources
- Fonds : Ensemble vocal de Lausanne (1961-2015) [26.00 mètres linéaires].  Cote : CH-000053-1 PP 1051. Archives cantonales vaudoises (présentation en ligne).